# Sudha Singh
Sudha Singh (Raebareli, 25 giugno 1986) è una siepista e maratoneta indiana.

## Palmarès
| Anno | Manifestazione          | Sede           | Evento       | Risultato | Prestazione | Note                          |
| ---- | ----------------------- | -------------- | ------------ | --------- | ----------- | ----------------------------- |
| 2009 | Campionati asiatici     | Canton         | 3000 m siepi | Argento   | 10'10"77    |                               |
| 2010 | Giochi del Commonwealth | Nuova Delhi    | 3000 m siepi | 5ª        | 9'57"63     |                               |
| 2010 | Giochi asiatici         | Canton         | 3000 m siepi | Oro       | 9'55"67     |                               |
| 2011 | Campionati asiatici     | Kōbe           | 3000 m siepi | Argento   | 10'08"52    |                               |
| 2012 | Giochi olimpici         | Londra         | 3000 m siepi | Batteria  | 9'48"86     |                               |
| 2013 | Mondiali                | Mosca          | 3000 m siepi | Batteria  | 9'51"05     |                               |
| 2013 | Campionati asiatici     | Pune           | 3000 m siepi | Argento   | 9'56"27     |                               |
| 2014 | Giochi asiatici         | Incheon        | 3000 m siepi | 4ª        | 9'35"64     |                               |
| 2015 | Mondiali                | Pechino        | Maratona     | 19ª       | 2h35'35"    | Miglior prestazione personale |
| 2016 | Giochi olimpici         | Rio de Janeiro | 3000 m siepi | Batteria  | 9'43"29     |                               |
| 2017 | Campionati asiatici     | Bhubaneswar    | 3000 m siepi | Oro       | 9'59"47     |                               |
| 2018 | Giochi asiatici         | Giacarta       | 3000 m siepi | Argento   | 9'40"03     |                               |

## Campionati nazionali
2007
- Oro ai campionati indiani, 3000 m siepi - 10'18"76

2010
- Oro ai campionati indiani, 3000 m siepi - 10'09"56

2013
- Oro ai campionati indiani, 3000 m siepi - 10'09"04

2015
- Argento ai campionati indiani, 3000 m siepi - 9'47"31

## Altre competizioni internazionali
2008
- 22ª alla Mezza maratona di Delhi ( Nuova Delhi) - 1h17'39"

2011
- 20ª alla World 10K Bangalore ( Bangalore) - 35'28"

2012
- 11ª allo Shanghai Golden Grand Prix ( Shanghai), 3000 m siepi - 9'49"25
- 17ª alla Mezza maratona di Delhi ( Nuova Delhi) - 1h19'34"

2013
- 17ª alla Mezza maratona di Delhi ( Nuova Delhi) - 1h20'20"
- 10ª alla World 10K Bangalore ( Bangalore) - 35'25"

2015
- 10ª alla Mezza maratona di Delhi ( Nuova Delhi) - 1h11'46"
- 10ª alla Maratona di Mumbai ( Mumbai) - 2h42'12"

2016
- 8ª allo Shanghai Golden Grand Prix ( Shanghai), 3000 m siepi - 9'26"55
- 7ª alla Maratona di Mumbai ( Mumbai) - 2h39'28"

2017
- 10ª alla Mezza maratona di Delhi ( Nuova Delhi) - 1h11'30"

2018
- 7ª in Coppa continentale ( Ostrava), 3000 m siepi - 10'01"08
- 7ª alla Maratona di Mumbai ( Mumbai) - 2h48'32"

2019
- 8ª alla Maratona di Mumbai ( Mumbai) - 2h34'56"

2020
- 10ª alla Maratona di Mumbai ( Mumbai) - 2h45'30"